# 조르주 르메트르
조르주 앙리 조제프 에두아르 르메트르(프랑스어: Georges Henri Joseph Édouard Lemaître, [ʒɔʁʒ ɑ̃ʁi ʒozɛf edwaʁ ləmɛtʁ]; 영어 발음: /ləˈmɛtrə/; 1894년 7월 17일 - 1966년 6월 20일)는 벨기에 가톨릭 사제, 이론물리학자, 수학자, 천문학자, 루뱅 가톨릭 대학교 물리학 교수였다. 그는 가까운 은하의 후퇴가 팽창하는 우주에 의해 설명될 수 있다는 이론을 처음으로 제시했으며, 이는 곧 에드윈 허블에 의해 관측으로 확인되었다. 그는 처음으로 "허블의 법칙"을 도출했으며, 현재는 국제천문연맹 IAU에서 허블-르메트르 법칙이라고 한다. 허블의 소논문이 나오기 2년 전인 1927년에 허블 상수의 첫 번째 추정치를 발표했다. 르메트르는 또한 우주의 기원에 대한 "대폭발(빅뱅) 이론"을 제안하여 이를 "원시 원자(primeval atom)의 가설"이라고 불렀고 나중에는 "세계의 시작"이라고 불렀다.

## 어린 시절
르메트르는 벨기에 샤를루아에서 네 자녀 중 장남으로 태어났다. 그의 아버지 요세프 르메트르는 번영하는 산업의 직공이었고 그의 어머니는 마르게리트, 결혼전 성은 라노이Marguerite, née Lannoy였다. 벨기에 샤를루아에 있는 예수회 중등학교인 사크레쾨르 칼리지에서 고전 교육을 받은 르메트르는 17세에 루뱅 가톨릭 대학교에서 토목 공학을 공부하기 시작했다. 1914년 그는 학업을 중단하고 제1차 세계 대전 기간 동안 벨기에 군대에서 포병 장교로 복무했다. 적대 행위가 끝났을 때 그는 야자수가 있는 벨기에 전쟁 십자 훈장을 받았다.
전쟁이 끝난 후, 그는 물리학과 수학을 공부하였고, 예수회가 아닌 교구 사제직을 준비하기 시작했다. 1920년에 샤를장 드 라 발레푸생의 지도 아래 쓴 "몇 가지 실제 변수의 함수 근사(L'Amassation des functions de plusieurs)"라는 논문으로 박사 학위를 취득했다. 1923년 9월 22일 데지레 조제프 메르시에Désiré-Joseph Mercier 추기경에 의해 사제 서품을 받았다.
1923년 그는 케임브리지 대학교의 천문학 연구원이 되어 세인트 에드먼드 하우스(현재의 케임브리지 대학교 세인트 에드먼즈 칼리지)에서 1년을 보냈다. 그는 신실한 퀘이커 교도인 아서 에딩턴과 함께 일했는데, 그는 그에게 현대 우주론, 항성 천문학 및 수치해석학을 소개해주었다. 그는 성운에 대한 연구로 명성을 얻은 할로 섀플리와 함께 매사추세츠주 케임브리지의 하버드 대학 천문대와 과학 박사 과정에 등록한 매사추세츠 공과대학교(MIT)에서 다음 1년을 보냈다.

## 경력

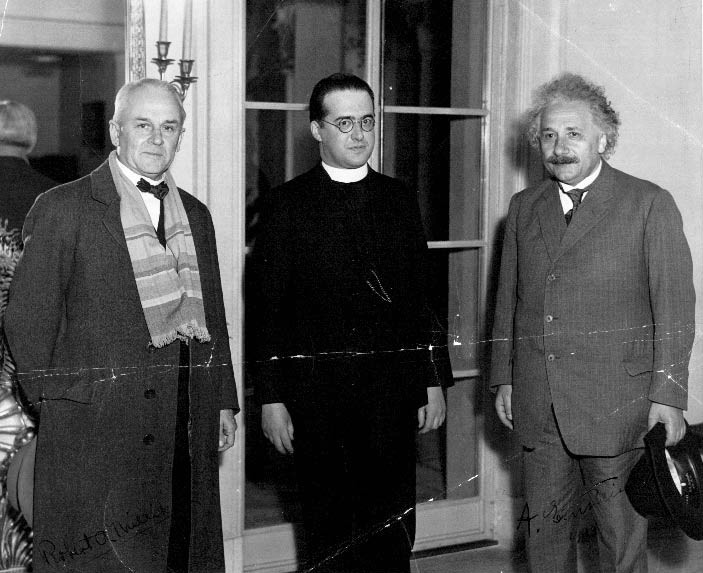
밀리컨, 르메트르와 아인슈타인, 캘리포니아 공과대학에서의 강의 후 (1933년 1월)

대폭발 이론에 따르면 우주는 극도로 조밀하고 뜨거운 상태(중력 특이점)에서 출현했다. 우주 자체는 그 이후로 팽창해 왔으며, 부풀고 있는 빵 한 덩어리에 들어 있는 건포도처럼 은하를 실어 나르고 있다. 위의 그래픽 안은 평평한 우주의 일부가 확장되는 것을 보여주는 예술가의 개념이다.

1925년 벨기에로 돌아온 그는 루뱅 가톨릭 대학교의 시간 강사가 되었고 1927년 《브뤼셀과학학회 연보(Annals de la Société Scientifique de Bruxelles)》에 제목 "은하외 성운의 반경 방향 속도를 설명하는 일정한 질량과 증가하는 반경의 균일한 우주(Un Univers homogène de masse constante et de rayon croissant rendant compte de la vitesse Radiale des nébuleuses extragalactiques)"로 보고서를 발표하기 시작했고, 그것은 나중에 그에게 국제적 명성을 가져왔다. 이 보고서에서 그는 일반 상대성 이론에서 파생된 우주가 팽창하고 있다는 새로운 개념을 제시했다. 이것은 르메트르가 처음으로 허블 상수의 관측적 추정치를 제공했음에도 불구하고 허블의 법칙으로 알려지게 되었다. 그가 제안한 초기 상태는 유한한 크기의 정적 우주에 대한 아인슈타인 자신의 모형으로 간주되었다. 그 논문은 그것이 출판된 저널이 벨기에 외의 천문학자들에 의해 널리 읽히지 않았기 때문에 거의 영향을 미치지 못했다. 아서 에딩턴은 1931년에 이 기사를 영어로 번역하는 데 도움을 주었다고 전해지고 있지만, "허블 상수" 추정과 관련된 부분은 오랫동안 알려지지 않은 이유로 번역에 포함되지 않았다. 이 문제는 마라오 라보Mario Livio에 의해 2011년에 밝혀졌다. 르메트르는 이 주제에 대한 새로운 연구 보고서를 위해 왕립천문학회(Royal Astronomical Society)의 논문을 번역할 때 이 단락을 직접 생략했다.
이 당시, 아인슈타인은 르메트르 이론의 수학에 반감을 갖지는 않았지만 우주가 팽창하고 있다는 사실을 받아들이기를 거부했다. 르메트르는 "당신의 계산은 정확하지만 당신의 물리학은 끔찍하다"(Vos calcculs sont corrects, mais votre physique est abominable)라는 말을 회상했다. 같은 해에 르메트르는 '상대성 이론에 따른 균일한 밀도의 유체 구의 중력장(The gravitational field in a fluid sphere of uniform invariant density according to the theory of relativity)'에 대한 박사 학위 논문을 발표하기 위해 MIT로 돌아왔다. 박사 학위를 취득하고, 루뱅 가톨릭 대학교의 일반 교수(ordinary professor)로 임명되었다.
1931년, 아서 에딩턴은 《왕립천문학회 월간 공지》에 르메트르의 1927년 소논문에 대해서 우주론의 뛰어난 문제에 대한 "훌륭한 해"로 설명하는 긴 논평을 실었다. 원본 논문은 에딩턴의 논평에 응답한 르메트르의 속편과 함께 1931년에 영어로 축약된 번역본으로 나중에 출판되었다. 르메트르는 물리적 우주와 영성의 관계에 관한 영국과학협회(British Science Association) 회의에 참석하기 위해 런던으로 초대되었다. 그곳에서 그는 우주가 "원시 원자(Primeval Atom)"라고 불리는 초기 지점에서 팽창했다고 제안했다. 그는 《네이처》에 발표된 보고서에서 이 아이디어를 발전시켰다. 르메트르의 이론은 《파퓰러 사이언스》 1932년 12월호의 과학 및 기술 주제에 대한 일반 독자를 위한 기사에 처음으로 실렸다. 르메트르의 이론은 "대폭발(빅뱅) 이론"으로 더 잘 알려지게 되었으며, 이는 1949년 BBC 라디오 방송에서 천문학자 프레드 호일이 장난스럽게 만들어낸 회화적인 용어로, 그는 정상우주론의 지지자였으며 그가 2001년 사망할 때까지 그렇게 남아있었다.
르메트르의 제안은 동료 과학자들로부터 회의론에 부딪혔다. 에딩턴은 르메트르의 생각이 불쾌하다고 느꼈다. 아인슈타인은 비록 르메트르가 비등방성 팽창의 가능성을 조사하도록 장려했지만, 물리적인 관점에서 그것이 정당화될 수 없다고 생각했기 때문에 그가 개념을 완전히 무시하지 않았음이 분명하다. 아인슈타인은 또한 아인슈타인의 정적우주 모형은 무한한 과거까지 유지될 수 없다는 르메트르의 주장을 높이 평가했다.
르메트르는 마누엘 산도발 바야르타Manuel Sandoval Vallarta와 함께 우주선의 하전 입자가 지구의 자기장과 상호 작용하기 때문에 그 강도가 위도에 따라 변한다는 것을 발견했다. 계산에서 르메트르와 바야르타는 버니바 부시가 개발한 MIT의 미분 분석기 컴퓨터(differential analyzer computer)를 사용했다. 그들은 또한 1차 우주 복사 이론을 연구하여 태양 자기장과 은하의 회전 효과에 대한 조사에 적용했다.
르메트르와 아인슈터인은 네 번 만났으니: 1927년 브뤼셀에서 솔베이 회의 당시; 1932년 벨기에에서, 브뤼셀에서 한 차례의 순환 회의가 있을 때; 1933년 1월 캘리포니아에서 그리고 1935년 프린스턴에서이다. 1933년 캘리포니아 공과대학에서 르메트르가 자신의 이론을 자세히 설명한 후 아인슈타인은 일어서서 박수를 쳤고 "이것은 내가 들어본 것들 중 가장 아름답고 만족스러운 창조의 설명이다."라고 말한 것으로 추정된다. 그러나 당시 신문에 이 인용문이 보도된 것에 대해 이견이 있으며, 아인슈타인이 그 이론 전체를 언급한 것이 아니라 우주선이 초기 "폭발"의 잔해들일 수 있다는 르메트르의 제안만을 언급한 것일 수 있다.
1933년, 팽창하는 우주 이론을 재개하고 《브뤼셀 과학학회 연대기(Annals of the Scientific Society of Brussels)》에 더 자세한 버전을 발표했을 때 르메트르는 가장 큰 대중적 인정을 받았다. 전 세계의 신문은 그를 유명한 벨기에 과학자라고 불렀고 그를 새로운 우주론 물리학의 지도자로 묘사했다. 또한 1933년에 르메트르는 미국 가톨릭 대학교의 방문 교수로 재직했다.
1935년 7월 27일 그는 요제프 반 로이Josef Van Roey 추기경에 의해 메헬렌 대성당의 명예 의전사제로 임명되었다.
그는 1936년에 교황청 과학원의 회원으로 선출되었고 1960년 3월부터 죽을 때까지 회장으로 봉사하면서 활발한 역할을 했다.
1941년에 그는 벨기에 왕립과학예술아카데미(Royal Academies for Science and the Arts of Belgium)의 회원으로 선출되었다. 1946년에 그는 원시 원자 가설(L'Hypothèse de l'Atome Primitif)에 관한 책을 출판했다. 같은 해에 스페인어로, 1950년에는 영어로 번역되었다.
우주의 기원에 대한 가톨릭의 가르침과 관련하여 르메트르는 자신의 이론을 신앙과 연결되거나 모순되지 않는 중립적인 것으로 보았다. 헌신적인 가톨릭 사제로서 르메트르는 과학과 종교를 혼합하는 것을 반대했지만 두 분야가 충돌하지 않는다고 주장했다.
1950년대에 그는 교직의 일부를 점차 포기했고 1964년 명예교수 신분이 되면서 완전히 그만두었다. 1962년 가톨릭 대학교 루뱅에서 프랑스어를 구사하는 사람들을 추방하는 것에 강하게 반대하여, 그는 그 분리에 맞서 싸우기 위해 제라르 가리테Gérard Garitte와 함께 ACAPSUL(루뱅 대학교 교직원 및 과학 직원 협회) 운동을 창설했다.
1962~65년 제2차 바티칸 공의회에서 교황 요한 23세에 의해 교황청 산아제한 위원회(Pontifical Commission on Birth Control)의 제4차 회의에서 일하도록 요청받았다. 그러나 1964년 12월 심장마비를 일으킨 그의 건강으로 인해 로마로 여행을 갈 수 없었기 때문에 르메트르는 자신이 선택되었다는 놀라움을 표하면서 이의를 제기했다. 그는 도미니코회의 동료인 페르 앙리 드 리드마텐Père Henri de Riedmatten에게 수학자가 자신의 전문 분야를 벗어나 모험을 하는 것은 위험하다고 생각한다고 말했다. 그는 또한 1960년 교황 요한 23세에 의해 국내 성직자(몬시뇰)로 임명되었다.
말년에 그는 수치 계산 문제에 점점 더 몰두하게 되었다. 그는 뛰어난 대수학자이자 산술 계산가였다. 1930년부터 그는 당시 가장 강력한 계산기인 메르세데스-유클리드(Mercedes-Euklid)를 사용했다. 1958년 그는 최초의 전자 컴퓨터인 대학교의 버로스(Burroughs) E 101을 소개받았다. 르매트르는 컴퓨터 개발, 나아가 언어 및 컴퓨터 프로그래밍 문제에 강한 관심을 유지했다.
그는 1966년 6월 20일에 우주의 탄생에 대한 그의 제안에 대한 추가 증거를 제공한 우주 마이크로파 배경 복사의 발견을 알게 된 직후에 사망했다.

## 연구
르메트르는 알베르트 아인슈타인의 일반 상대성 이론을 우주론에 적용한 선구자이다. 에드윈 허블의 획기적인 소논문보다 2년 앞선 1927년 소논문에서 르메트르는 허블의 법칙으로 알려지게 된 것을 유도하고 상대론적 우주론의 일반적인 현상으로 제안했다. 르메트르는 또한 허블 상수의 수치를 최초로 추정한 사람이기도 하다.
아인슈타인은 이 논문에 회의적이었다. 르메트르가 1927년 솔베이 회의에서 아인슈타인과 만났을 때, 그는 알렉산더 프리드만이 1922년에 아인슈타인의 방정식에 대한 유사한 해를 제안했으며, 이는 우주의 반지름이 시간이 지남에 따라 증가했음을 암시한다고 지적했다. (아인슈타인도 프리드만의 계산을 비판했었지만 그의 논평을 철회했다.) 1931년에 그의 기적의 해(annus mirabilis)에 르메트르는 "원시 원자"에 대한 그의 이론을 설명하는 기사를 《네이처》에 발표했다.
프리드만은 소련에서 생활하고 일함으로써 불리함이 있었고 프리드만-르메트르-로버트슨-워커 계량을 발명한 직후인 1925년에 사망했다. 르메트르는 전체 경력을 유럽에서 보냈기 때문에 그의 과학적 업적은 미국에서 거주함으로써 미국에서 잘 알려진 허블이나 아인슈타인만큼 유명하지 않다. 그럼에도 불구하고 르메트르의 이론은 우주론의 방향을 바꾸었다. 그 이유는 르메트르가:
- 천문학자들의 연구에 대해 잘 알고 있었으며, 테스트 가능한 함의를 갖고 또한 당시의 관측과 일치하도록, 특히 관측된 은하들의 적색편이와 거리와 속도 사이의 선형 관계를 설명하도록, 그의 이론을 설계했고;
- 에드윈 허블이 팽창하는 우주를 강력하게 지지하는 속도-거리 관계를 곧 발표할 것이었으므로, 적절한 시기에 그의 이론을 제안했으며;
- 확실하게 과학 커뮤니티에서 의견을 듣도록 한 아서 에딩턴 밑에서 공부한 까닭이었다.

프리드만과 르메트르는 둘다 팽창하는 우주를 특징으로 하는 상대론적 우주론을 제안했다. 그러나 르메트르는 이 팽창이 은하의 적색편이를 설명한다고 처음으로 제안했다. 그는 또한 최초의 "창조 같은" 사건이 일어났음이 틀림없다고 결론지었다. 1980년대에 앨런 구스와 안드레이 린데는 이 이론을 급팽창 이론 기간을 추가함으로써 수정했다.
아인슈타인은 처음에는 프리드만을 무시했고, 나중에는 (개인적으로) 르메트르를 무시하면서 모든 수학이 정확한 이론으로 이어지는 것은 아니라고 말했다. 허블의 발견이 출판된 후, 아인슈타인은 르메트르의 이론을 빠르고 공개적으로 지지했고, 그 이론과 제안자가 빠르게 인정받는 데 도움을 주었다.
르메트르는 또한 우주론적 계산을 위한 컴퓨터의 초기 채택자였다. 1958년 그는 자신의 대학교에 최초의 컴퓨터를 소개했고 (Burroughs E 101), 고속 푸리에 변환 알고리즘의 발명가 중 한 명이었다.
1931년에 르메트르는 우주의 팽창이 실제로 가속되고 있다고 제안한 최초의 과학자였으며, 이는 1990년대에 허블 우주 망원경으로 매우 먼 IA형 초신성을 관찰함으로써 확인되었으며 이는 2011년 노벨 물리학상을 수상했다.
1933년 르메트르는 아인슈타인 방정식의 중요한 비균질 해로서 구형 먼지 구름을 기술하는 르메트르-톨만(Lemaître-Tolman) 계량을 발견했다.
1948년 르메트르는 모호한 공간을 명확히 한 세련된 수학 에세이 《타원공간의 사원수(Quaternions et espace elliptique)》를 출판했다. 윌리엄 킹던 클리퍼드는 베르소르(Versor)가 너무 일반적이어서 언급할 수 없을 때인 1873년에 타원 공간을 암호적으로 기술했었다. 르메트르는 에세이가 독자적으로 성립하도록 제1원리로부터 사원수(quaternion) 이론을 발전시켰지만, 그는 타원 공간의 계량 기하학을 발전시키면서 기하학에서 에를랑겐 프로그램을 떠올렸다.
르메트르는 팽창하는 우주에 대한 예측으로 1954년 노벨 물리학상 후보로 지명된 최초의 이론 우주론자이다. 놀랍게도 그는 또한 원시 원자 이론으로 1956년 노벨 화학상 후보에도 올랐다.

## 서훈
1934년 3월 17일 르메트르는 왕 레오폴 3세로부터 벨기에 최고의 과학상인 프랑키 상(Francqui Prize)을 수상했다. 그 제안자들은 알베르트 아인슈타인, 샤를장 드 라 발레푸생, 알렉상드르 드 헴틴이었다. 국제 심사위원은 에딩턴, 폴 랑주뱅, 테오필 드 동데르, 마르셀 드할루였다. 같은 해 그는 빌라노바 대학교의 멘델 메달을 받았다.
1936년 르메트르는 프랑스천문협회(Société astronomique de France)의 최고 상인 쥘 장센 상(Prix Jules Janssen)을 수상했다.
벨기에 정부가 뛰어난 과학자들을 위해 남겨둔 또 다른 수훈이 1950년에 그에게 할당되었는데, 이는 1933-1942년 응용 과학에 대한 10년 상이다.
르메트르는 1945년 미국 철학회 회원으로 선출되었다.
1953년에 그는 왕립천문학회에서 수여하는 초대 에딩턴 메달을 받았다.
2005년에는 VRT의 플랑드르 텔레비전 프로그램인 "가장 위대한 벨기에인"의 61위에 선정되었다. 같은 해 RTBF의 텔레비전 쇼인 "가장 위대한 벨기에인" (Les plus grands Belges)의 청중에 의해 78위로 투표되었다. 이후, 2022년 12월 VRT는 보관소에서 1964년 조르주 르메트레와의 잃어버린 20분간의 인터뷰를 복구했으며, 우주학자인 토마스 허토그Thomas Hertog는 "보석"이라고 말한다.
2018년 7월 17일 구글 두들은 조르주 르메트르의 124번째 생일을 축하했다.
2018년 10월 26일, 국제천문연맹(International Astronomical Union)의 모든 회원들 간의 전자 투표에서 78%가 허블 법칙의 이름을 허블-르메트르 법칙으로 변경할 것을 권장했다.
2019년 그는 "미국의 학교는 과학 교육과정의 일부로 가톨릭 신부인 조르주 르메트르의 창조론을 가르쳐야 하는가?"라는 설문 조사의 대상이었다. 응답자의 53%가 "아니오"라고 답했는데, 아마도 그의 이론을 창조론과 혼동한 때문으로 보인다.

## 대중문화에서

### 명명된 것들
- 달 분화구 르메트르
- 르메트르 좌표
- 허블-르메트르 법칙
- 슈바르츠실트 진공의 일반 상대성 이론 프레임 장(frame fields in general relativity)에서의 르메트르 관측자
- 소행성 1565 르메트르
- 다섯 번째 ATV(우주선), 조르주 르메트르 ATV
- 노르웨이의 인디 일렉트로닉 밴드 르메트르
- 메종 조르주 르메트르(Maison Georges Lematretre)는 루뱅 가톨릭 대학교의 UC루뱅 샤를루이(UCLouvain Charleroi) 캠퍼스의 주요 건물로 르메트르의 생가와 인접해 있다.

## 저서 목록

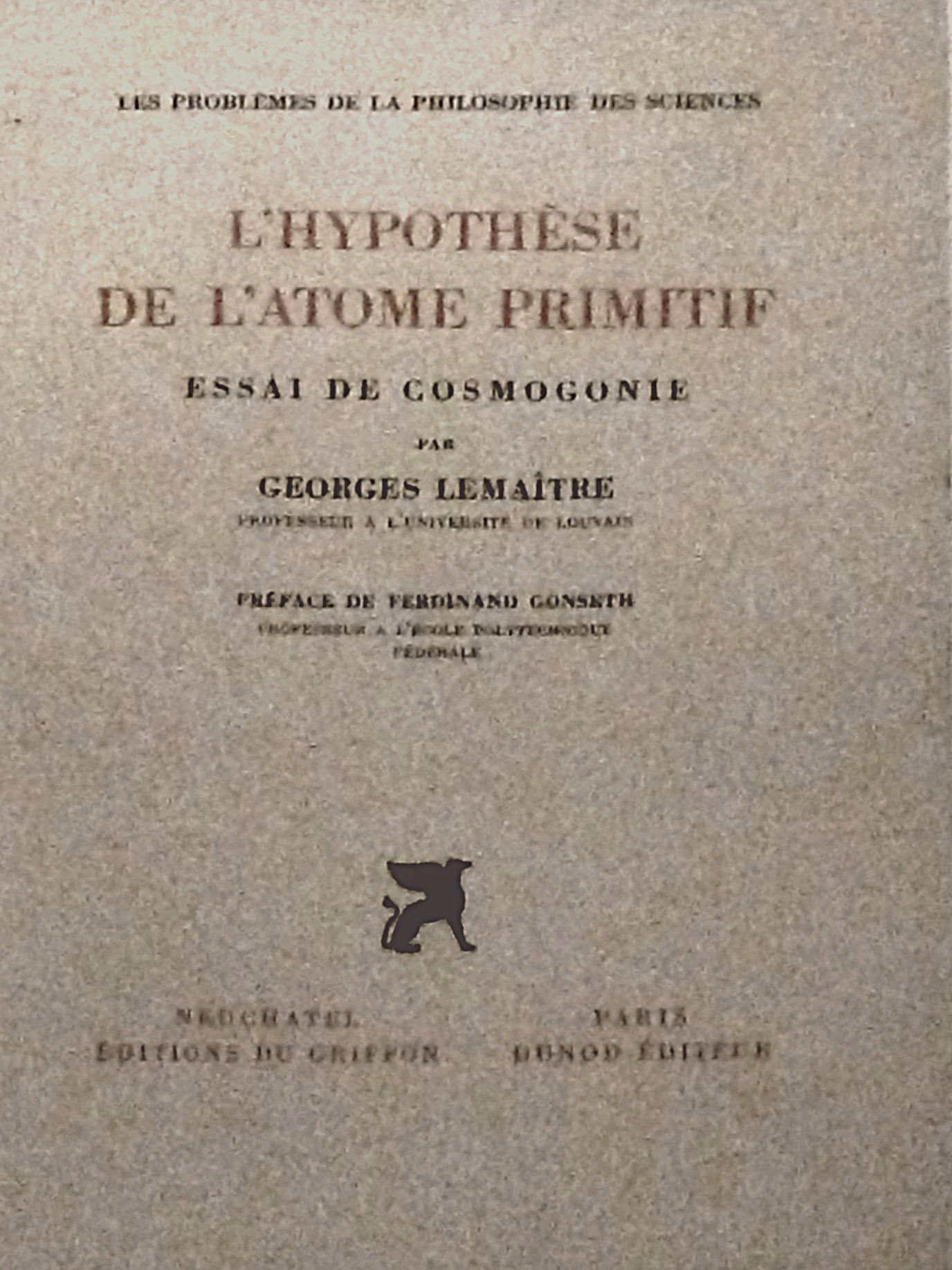
"L'Hypothèse de l'Atome primitif" (원시 원자 – 우주론에 대한 에세이) (1946)

- G. Lemaître, L'Hypothèse de l'atome primitif. Essai de cosmogonie, Neuchâtel (Switzerland), Editions du Griffon, and Brussels, Editions Hermès, 1946
- G. Lemaître, The Primeval Atom – An Essay on Cosmogony, New York-London, D. Van Nostrand Co, 1950.
  - "The Primeval Atom," in Munitz, Milton K., ed., Theories of the Universe, The Free Press, 1957.
- The gravitational field in a fluid sphere of uniform invariant density according, to the theory of relativity ; Note on de Sitter ̕Universe ; Note on the theory of pulsating stars (PDF), Massachusetts Institute of Technology. Dept. Of Physics, 1927b
- "Un Univers homogène de masse constante et de rayon croissant rendant compte de la vitesse radiale des nébuleuses extra-galactiques". Annales de la Société Scientifique de Bruxelles (in French). 47: 49. April 1927. Bibcode:1927ASSB...47...49L.
  - (Translated in: "A Homogeneous Universe of Constant Mass and Increasing Radius Accounting for the Radial Velocity of Extra-galactic Nebulae". Monthly Notices of the Royal Astronomical Society. 91 (5): 483–490. 1931. Bibcode:1931MNRAS..91..483L.
- "Expansion of the universe, The expanding universe". Monthly Notices of the Royal Astronomical Society. 91: 490–501. March 1931. Bibcode:1931MNRAS..91..490L.
- "The Beginning of the World from the Point of View of Quantum Theory". Nature. 127 (3210): 706. 9 May 1931. Bibcode:1931Natur.127..706L.
- "The Evolution of the Universe: Discussion". Nature. 128 (3234): 699–701. October 1931. Bibcode:1931Natur.128..704L.
- "Evolution of the Expanding Universe". Proceedings of the National Academy of Sciences of the United States of America. 20 (1): 12–17. 1934. Bibcode:1934PNAS...20...12L.

## 같이 보기
- 차가운 대폭발 (Cold Big Bang)
- 로마 카톨릭 사제-과학자 목록 (List of Roman Catholic cleric-scientists)
- 과학 기술 분야 기독교인 목록 (List of Christians in science and technology)
- 미하우 헬레르 – 폴란드 가톨릭 신부이자 물리학자/천문학자.

## 추가 자료
- Berenda, Carlton W (1951). "Notes on Lemaître's Cosmogony". The Journal of Philosophy. 48 (10): 338–341. doi:10.2307/2020873.
- Berger, A.L., editor, The Big Bang and Georges Lemaître: Proceedings of a Symposium in honour of G. Lemaître fifty years after his initiation of Big-Bang Cosmology, Louvain-Ia-Neuve, Belgium, 10–13 October 1983 (Springer, 2013).
- Cevasco, George A (1954). "The Universe and Abbe Lemaitre". Irish Monthly. 83 (969).
- Godart, Odon & Heller, Michal (1985) Cosmology of Lemaître, Pachart Publishing House.
- Farrell, John, The Day Without Yesterday: Lemaître, Einstein and the Birth of Modern Cosmology (Basic Books, 2005)
- McCrea, William H. (1970). "Cosmology Today: A Review of the State of the Science with Particular Emphasis on the Contributions of Georges Lemaître". American Scientist. 58 (5).
- Kragh, Helge (1970). "Georges Lemaître" 보관됨 2022-02-08 - 웨이백 머신 (PDF). In Gillispie, Charles (ed.). Dictionary of Scientific Biography. New York: Scribner & American Council of Learned Societies. pp. 542–543.
- Turek, Jósef. Georges Lemaître and the Pontifical Academy of Sciences, Specola Vaticana, 1989
- Lost video (1964) of Georges Lemaître, father of the Big Bang theory, recovered, https://phys.org/news/2023-01-lost-video-georges-lematre-father.html

### 추가 링크
- “조르주 르메트르”. 《천문우주지식정보》. 한국천문연구원. 2010년 11월 9일. 2013년 10월 6일에 원본 문서에서 보존된 문서. 2013년 5월 4일에 확인함.
- 이명현 (2013년 6월 21일). “아인슈타인이 몰랐던 '빅뱅'의 천재!”. 프레시안.
- “Georges Lemaître”. 《수학 계보 프로젝트》 (영어). 미국 수학회.
- O’Connor, John J.; Robertson, Edmund F. (2008년 7월). “Georges Henri-Joseph-Édouard Lemaître”. 《MacTutor History of Mathematics Archive》 (영어). 세인트앤드루스 대학교.